# Cantone di Ville-sur-Tourbe
Il Cantone di Ville-sur-Tourbe era una divisione amministrativa dell'arrondissement di Sainte-Menehould.
È stato soppresso a seguito della riforma complessiva dei cantoni del 2014, che è entrata in vigore con le elezioni dipartimentali del 2015.
Comprendeva i comuni di:
- Berzieux
- Binarville
- Cernay-en-Dormois
- Fontaine-en-Dormois
- Gratreuil
- Malmy
- Massiges
- Minaucourt-le-Mesnil-lès-Hurlus
- Rouvroy-Ripont
- Saint-Thomas-en-Argonne
- Servon-Melzicourt
- Sommepy-Tahure
- Vienne-la-Ville
- Vienne-le-Château
- Ville-sur-Tourbe
- Virginy
- Wargemoulin-Hurlus